# Белогорцев, Игорь Дмитриевич
Игорь Дмитриевич Белогорцев (21 марта [3 апреля] 1911, Барнаул, Томская губерния — 17 октября 1996, Минск) — архитектор, кандидат архитектуры, профессор.

## Биография
Родился в городе Барнауле в семье топографа и учительницы. В 1932 году получил диплом Сибирского института организации территории в Омске. В 1941 году заочно закончил Московский институт иностранных языков. Также заочно в 1936—1939 годах учился в Московском экономическом институте. По окончании обучения работал по специальности сначала в Якутске и Барнауле, а с 1936 года в Новосибирске начальником областного отдела по делам архитектуры. Параллельно работе преподавал сначала в техникуме и на курсах, а затем в Новосибирском филиале коммунального института и в Сибирском инженерно-строительном институте.
В конце 1945 года был назначен на должность начальника отдела архитектуры Смоленского горисполкома, являлся председателем правления смоленского отделения Союза архитекторов России, которое в то время объединяло всех инженеров и архитекторов, присланных для восстановления Смоленска, разрушенного в годы Великой Отечественной войны. В результате работы этого коллектива специалистов была восстановлена центральная часть города. И. Д. Белогорцевым была проделана большая работа по сохранению и восстановлению древнего смоленского зодчества. С 1947 по 1961 год читал лекции по «Городскому строительству и благоустройству» и «Истории искусств» в строительном техникуме и Смоленском пединституте, занимался краеведением, участвовал в археологических раскопках руин древних смоленских храмов. Результатом его работы в этот период стал ряд изданных работ, посвящённых древней и современной архитектуре Смоленска.
В 1956 году переезжает в г.Минск на должность заместителя директора Института строительства и архитектуры Академии Наук БССР, также доцент БПИ. С 1966 года — первый ректор только что созданного в Бресте инженерно-строительного института. Под его руководством здесь были созданы учебная и лабораторная базы, проведено строительство студенческого городка. С 1981 года и практически до самой смерти профессор в Минском государственном университете культуры и искусств.

## Труды
- Белогорцев И. Д. Архитекторы Новосибирска: К 10-летию организации Новосибирского Союза архитекторов. — Новосибирск, 1945. — 65 с.
- Белогорцев И. Д. Архитектурный очерк Смоленска. — Смоленск: ОГИЗ Смоленское обл. гос. изд-во, 1949. — 97 с. — 3000 экз.
- Белогорцев И. Д. Генеральный план восстановления города Смоленска. — Смоленск: ОГИЗ Смоленское обл. гос. изд-во, 1949. — 20 с. — 300 экз.
- Белогорцев И. Д. Зодчий Фёдор Конь. — Смоленск: Смоленское обл. гос. изд-во, 1949. — 56 с.
- Белогорцев И. Д. Талашкино. — Смоленск: Смоленское обл. гос. изд-во, 1950. — 152 с. — 1000 экз.
- Белогорцев И. Д. Памятники архитектуры Смоленской области / Смоленский областной отдел по делам архитектуры. — Смоленск: Смоленское обл. гос. изд-во, 1950. — 500 экз.
- Белогорцев И. Д. Архитектурные сокровища Смоленщины // Смоленский альманах. — Смоленск, 1950. — Вып. 7. — С. 209—216.
- Белогорцев И. Д. Советская архитектура Смоленска (1917—1950 годы). — Смоленск: Смоленский обл. отдел по делам архитектуры, 1951.
- Белогорцев И. Д., Софинский И. Д. Смоленск. — М.: Госиздат литературы по строительству и архитектуре, 1952. — 74 с. — (Архитектура городов СССР).
- Белогорцев И. Д. Новые исследования древнесмоленского зодчества // Материалы по изучению Смоленской области. — Смоленск, 1952. — Т. 1. — С. 87—125.
- Белогорцев И. Д. Скульптурные монументы Смоленщины // Край наш Смоленский. — М., 1954.
- Белогорцев И. Д. Смоленско-украинские архитектурные связи // Смоленский альманах. — 1954. — Вып. 13.
- Белогорцев И. Д. Памятники архитектуры Смоленской области: Аннотированный каталог памятников, находящихся на государственном учёте. — Смоленск, 1956.
- Белогорцев И. Д. Край наш Смоленский. — Смоленск, 1962.
- Белогорцев И. Д. Кирпичные постройки XII в. в Смоленске // Материалы по изучению Смоленской области. — Смоленск, 1963. — Т. 5. — С. 129—145.